# Denshi Sentai Denziman
Denshi Sentai Denziman (電子戦隊デンジマン, Denshi Sentai Denziman, vertaald als Electronic Squadron Denziman) is de vierde Sentai serie. De serie werd uitgezonden van 1980 tot 1981 en bestond uit 51 afleveringen.
Denziman is de derde serie gemaakt door Toei met een Marvel copyright (de eerste twee waren Spider-Man en Battle fever J), maar Marvel was niet betrokken bij de productie van de serie.

## Inhoud
3000 jaar geleden vernietigde de Vader Clan de denji ster. Een eiland van deze ster, genaamd Denjiland, landde op Aarde.
In 1980 heeft de Vader Clan het op de Aarde voorzien. Om hen tegen te houden selecteren een computer op Denjiland en de robothond IC vijf mensen, allen nakomelingen van de oorspronkelijke bewoners van de denji ster, om de Denziman te worden.
De Denziman zijn succesvol in hun missie. In een poging hen te verslaan sluit de leidster van de Vader Clan, koningin Hedrian, een deal met de demonenkoning, niet beseffend dat hij eigenlijk de Aarde voor zichzelf wil veroveren. IC offert zichzelf op om de Denzimans robot, DaiDenjin een powerup te geven zodat de Denziman de demonenkoning kunnen verslaan. Hedrian vlucht naar de noordpool en lijkt verslagen. Of toch niet….

## Personages

### Denziman
- Ippei Akaki (赤城一平, Akaki Ippei) / DenjiRed (デンジレッド, Denjireddo): leraar karate en andere sporten op de atletiek club.

- Daigorou Oume (青梅大五郎, Ōme Daigorō) / DenjiBlue (デンジブルー, Denjiburū): Circus acrobaat die yoga les geeft op de atletiek club.

- Jun Kiyama (黄山純, Kiyama Jun) / DenjiYellow (デンジイエロー, Denjiierō): uitvinder er ruimte onderzoeker.

- Tatsuya Midorikawa (緑川達也, Midorikawa Tatsuya) / DenjiGreen (デンジグリーン, Denjigurīn): een detective. Hij verloor zijn vader door een aanval van de Vader clan.

- Akira Momoi (桃井あきら, Momoi Akira) / DenjiPink (デンジピンク, Denjipinku): voormalig tennis speler die nu zwemles geeft bij de atletiek club.

### Hulp
- Denji Dog IC (デンジ犬アイシー, Denji Inu Ai Shī): een intelligente robot hond die 3000 jaar geleden van de Denji ster naar de Aarde kwam.

- Princess Denji (デンジ姫, Denji Hime) (26, 29, film): een van de overlevenden van de Denji Ster.

### Vader Clan
De Vader Clan (ベーダー一族, Bēdā Ichizoku) zijn een leger een andere dimensie. Ze hebben heel andere ideeën over schoonheid dan mensen, en willen de Aarde vervuilen om meer aan te sluiten bij hun idee van een perfecte leefomgeving.
- Koningin Hedrian (ヘドリアン女王, Hedorian Joō): de leidster van de Vader Clan. Ze haat schoonheid en schept er plezier in mensen te martelen.

- Banriki Demon King (バンリキ魔王, Banriki Maō) (37 – 51): zwaar gespierde ruimtezwerver. Neemt uiteindelijk het bevel over de Vader Clan over.

- Generaal Hedrer (ヘドラー将軍, Hedorā Shōgun): veld commandant

- Keller and Mirror (ケラー&ミラー, Kerā to Mirā): vrouwelijke Vader Clan spionnen.

- Dustlers (ダストラー, Dasutorā): soldaten van de Vader Clan.

- Vader Monsters (ベーダー怪物, Bēdā Kaibutsu): Monsters van de Vader Clan

## Mecha
- Denji Fighter (デンジファイター, Denji Faitā): het schip van de Denziman. Veranderd in de robot DaiDenjin.

- - Daidenjin (ダイデンジン, Daidenjin, Giant Electric Man, Big Electroid, of Great Electronic God): de robot van de Denziman en de eerste transformerende robot in een Sentai serie.

## Afleveringen
1. Take the Express to the Super Fortress (超要塞へ急行せよ Chō Yōsai e Kyūkō Seyo)
2. The Cannibalism Soap Bubbles (人喰いシャボン玉 Hito-kui Shabondama)
3. Oil Hell, Big Panic (油地獄大パニック Abura Jigoku Dai Panikku)
4. Vader Demon Castle, Pursuit (ベーダー魔城追撃 Bēdā Mashiro Tsuigeki)
5. The Red Poison Flower That Crawls up the Wall (壁に蠢く赤い毒花 Kabe ni Ugomeku Akai Doku Hana)
6. A Girl's Demon Offshoot (悪魔分身の少女 Akuma Bunshin no Shōjo)
7. The Great Tragedy of Denjistar (デンジ星の大悲劇 Denjisei no Dai Higeki)
8. The Skeleton Town's Great Demon King (白骨都市の大魔王 Hakkotsu Toshi no Daimaō)
9. The Bizarre Telephone That Calls Death (死を呼ぶ怪奇電話 Shi o Yobu Kaiki Denwa)
10. Magical Cooking Love!? (魔法料理大好き!? Mahō Ryōri Daisuki!?)
11. Chase the Life-Stealer (いのち泥棒を追え Inochi Dorobō o Oe)
12. The Dangerous Child Spy (危険な子供スパイ Kiken na Kodomo Supai)
13. The Rainbow-Colored Balloon is Torn (割れた虹色の風船 Wareta Niji-iro no Fūsen)
14. Come to the 100-Point Cram School (100点塾へおいで Hyakuten-Juku e Oide)
15. An Invitation to the Garden of Evil (悪の園への招待状 Aku no Sono e no Shōtaijō)
16. Smash the Hot Sea Conspiracy (熱海の陰謀を砕け Netsu Umi no Inbō o Kudake)
17. Don't Cry! Baseball Novice (泣くな! 野球小僧 Naku na! Yakyū Kozō)
18. Romance Blooms at the Southern Sea (南海に咲くロマン Nankai ni Saku Roman)
19. My Prince of the Stars (私の星の王子さま Watashi no Hoshi no Ōjisama)
20. Gorilla Boy's Great Riot (ゴリラ少年大暴れ Gorira Shōnen Dai Abareru)
21. Attack the Grim Reaper Faction (死神党を攻撃せよ! Shinigami Tō o Kōgeki Seyo)
22. Super Time, Strange Experience (超時間ふしぎ体験 Chō Jikan Fushigi Taiken)
23. A Demon That Walks Above the Ceiling (天井裏を歩く悪魔 Tenjōura o Aruku Akuma)
24. The Man With the Mysterious Power to Affix Traps (罠をはる怪力男 Wana o Haru Kairiki Otoko)
25. The Tiger's Hole is an Escape Maze (虎の穴は逃走迷路 Tora no Ana wa Tōsō Meiro)
26. Princess Denji's Space Tune (デンジ姫の宇宙曲 Denji-hime no Uchū Kyoku)
27. Red Beetle Bomb (赤いカブト虫爆弾 Akai Kabutomushi Bakudan)
28. The Secret Butcher of the Cursed House (呪いの館の密殺者 Noroi no Kan no Missatsusha)
29. The ESPer Detective's Raid (超能力刑事の急襲 Chōnōryoku Keiji no Kyūshū)
30. Missing, Stolen, Gone (消えた盗んだ出た Kieta Musunda Deta)
31. The Magician's Battle of Secret Arts (魔法使い秘術合戦 Mahōtsukai Hijutsu Kassen)
32. Hell's Great Shooting Battle (地獄の大銃撃戦 Jigoku no Dai Jūgekisen)
33. The Bloodsucking Instrument Lesson (吸血楽器レッスン Kyūketsu Gakki Ressun)
34. The Sad Orphan's Tale (哀しい捨て子の物語 Kanashii Sutego no Monogatari)
35. The Puzzling Weaver Princess (謎のはたおり姫 Nazo no Hataori Hime)
36. Poem of the Brave Puppy (勇気ある仔犬の詩 Yūki Aru Koinu no Shi)
37. Brute Force Brute Force Devil (蛮力バンリキ魔王 Banryoku Banriki Maō)
38. The Infinite Demon Sky's Great Adventure (無限魔空の大冒険 Mugen Ma Sora no Daibōken)
39. The Queen's Angry Apparition Art (女王怒りの妖魔術 Joō Ikari no Yōma Jutsu)
40. The Champion's Enemy (チャンピオンの敵 Chanpion no Teki)
41. The Greatest All-Out War in History (史上最大の総力戦 Shijō Saidai no Sōryokusen)
42. The Bad Dream That Ate Boys (少年を喰う悪い夢 Shōnen o Kū Warui Yume)
43. The Puzzling Spectrum Lady (謎なぞ七色レディ Nazonazo Shichijoku Redi)
44. The Tale of the Strange Lamp (不思議ランプ物語 Fushigi Ranpu Monogatari)
45. Princess Denji was Two People (二人いたデンジ姫 Futari Ita Denji-hime)
46. Starvation Hell X Plan (腹ペコ地獄X計画 Harapeko Jigoku Ekkusu Keikaku)
47. The Mermaid Who Disappeared in the Morning Sun (朝日に消えた人魚 Asahi ni Kieta Ningyo)
48. The Brute Force Devil Rebellion (バンリキ魔王反乱 Banriki Maō Hanran)
49. Vader Castle Big Disaster (ベーダー城大異変 Bēdā-Jō Taiihen)
50. The Shogun Dies Twice (将軍は二度死ぬ Shōgun wa Nido Shinu)
51. Resound, Bells of Hope! (ひびけ希望の鐘よ Hibike Kibō no Kane yo)